# China (perkusja)
China – instrument muzyczny, rodzaj talerza perkusyjnego typu crash charakteryzujący się zadartymi krawędziami i szeroką, głęboką kopułką.